# PL-9
O PL-9 (chinês simplificado: 霹雳-9, pinyin: Pī Lì-9, lit. ‘Relâmpago-9’) é um míssil ar-ar de curto alcance (AAM), desenvolvido pela República popular da China. Ele foi originalmente concebido por Dong Bingyin (董秉印) no Centro Eletro-Óptico Luoyang, que também é conhecido como Instituto 612 e foi renomeado em 2002, como Instituto de Pesquisa de Mísseis Ar-Ar Guiados da China (中国空空导弹研究院). Depois que Dong Bingyin morreu, sua posição foi sucedida pelo Sr. Jin Xianzhong (金先仲). O designer geral do PL-9 é o mesmo designer geral do PL-12, Dr. Liang Xiaogeng (梁晓庚).
O PL-9C é uma das versões mais recentes do PL-9, que também tem uma variante superfície-ar (DK-9). O PL-9C é um míssil tático de curto alcance, o SAM foi revelado pela primeira vez durante Air Show de Paris de 1989 e é montado em um veículo WZ551.

## Operadores

### Operadores atuais
China
- Força Aérea do Exército Popular de Libertação
- Força Aérea Naval do Exército Popular de Libertação

 Paquistão
- Força Aérea do Paquistão (PAF)

 Bangladesh
- Força Aérea de Bangladesh
- Marinha de Bangladesh (BN)